# Re-Invention World Tour
Re-Invention Tour – szósta z kolei trasa koncertowa Madonny. Trasa składała się z 56 koncertów odbywających się w 20 miastach Europy i Ameryki Północnej.
896 tysięcy sprzedanych biletów przyniosło łączny dochód równy $125 mln.

## Lista utworów
1. "The Beast Within" (Video Introduction) (elementy "El Yom Ulliqa 'Ala Khashaba")
2. "Vogue"
3. "Nobody Knows Me"
4. "Frozen"
5. "American Life"
6. "Express Yourself"
7. "Burning Up"
8. "Material Girl"
9. "Hollywood" (Remix) (Video Interlude) (Dance Inetrlude)
10. "Hanky Panky"
11. "Deeper and Deeper"
12. "Die Another Day"
13. "Lament"
14. "Bedtime Story" (Remix) (Video Interlude)
15. "Nothing Fails"
16. "Don’t Tell Me" (elementy "Bitter Sweet Symphony")
17. "Like a Prayer"
18. "Mother and Father" (elementy "Intervention")
19. "Imagine"
20. "Into the Groove" (elementy "Susan Macleod" i "Into the Hollywood Groove")
21. "Papa Don’t Preach" (elementy "American Life")
22. "Crazy for You"
23. "Music" (elementy "Into the Groove")
24. "Holiday" (elementy "She Wants To Move")

## Lista koncertów
| Mapy |
| --- |
| InglewoodLas VegasAnaheimSan JoseWaszyngtonNowy JorkWorcesterFiladelfiaEast RutherfordChicagoTorontoAtlantaSunriseMiami Miasta, które objęła trasa, na mapie Stanów Zjednoczonych. ManchesterLondynSlaneParyżArnhemLizbona Miasta, które objęła trasa, na mapie Europy. |

| Data             | Miejscowość      | Państwo           | Obiekt                                     |
| Ameryka Północna | Ameryka Północna | Ameryka Północna  | Ameryka Północna                           |
| ---------------- | ---------------- | ----------------- | ------------------------------------------ |
| 24 maja          | Inglewood        | Stany Zjednoczone | Kia Forum                                  |
| 26 maja          | Inglewood        | Stany Zjednoczone | Kia Forum                                  |
| 27 maja          | Inglewood        | Stany Zjednoczone | Kia Forum                                  |
| 29 maja          | Las Vegas        | Stany Zjednoczone | MGM Grand Garden Arena                     |
| 30 maja          | Las Vegas        | Stany Zjednoczone | MGM Grand Garden Arena                     |
| 2 czerwca        | Anaheim          | Stany Zjednoczone | Honda Center                               |
| 3 czerwca        | Anaheim          | Stany Zjednoczone | Honda Center                               |
| 6 czerwca        | San Jose         | Stany Zjednoczone | HP Pavilion                                |
| 8 czerwca        | San Jose         | Stany Zjednoczone | HP Pavilion                                |
| 9 czerwca        | San Jose         | Stany Zjednoczone | HP Pavilion                                |
| 13 czerwca       | Waszyngton       | Stany Zjednoczone | Verizon Center                             |
| 14 czerwca       | Waszyngton       | Stany Zjednoczone | Verizon Center                             |
| 16 czerwca       | Nowy Jork        | Stany Zjednoczone | Madison Square Garden                      |
| 17 czerwca       | Nowy Jork        | Stany Zjednoczone | Madison Square Garden                      |
| 20 czerwca       | Nowy Jork        | Stany Zjednoczone | Madison Square Garden                      |
| 21 czerwca       | Nowy Jork        | Stany Zjednoczone | Madison Square Garden                      |
| 23 czerwca       | Nowy Jork        | Stany Zjednoczone | Madison Square Garden                      |
| 24 czerwca       | Nowy Jork        | Stany Zjednoczone | Madison Square Garden                      |
| 27 czerwca       | Worcester        | Stany Zjednoczone | DCU Center                                 |
| 28 czerwca       | Worcester        | Stany Zjednoczone | DCU Center                                 |
| 30 czerwca       | Worcester        | Stany Zjednoczone | DCU Center                                 |
| 1 lipca          | Worcester        | Stany Zjednoczone | DCU Center                                 |
| 4 lipca          | Filadelfia       | Stany Zjednoczone | Wells Fargo Center                         |
| 5 lipca          | Filadelfia       | Stany Zjednoczone | Wells Fargo Center                         |
| 7 lipca          | East Rutherford  | Stany Zjednoczone | Izod Center                                |
| 8 lipca          | East Rutherford  | Stany Zjednoczone | Izod Center                                |
| 11 lipca         | Chicago          | Stany Zjednoczone | United Center                              |
| 12 lipca         | Chicago          | Stany Zjednoczone | United Center                              |
| 14 lipca         | Chicago          | Stany Zjednoczone | United Center                              |
| 15 lipca         | Chicago          | Stany Zjednoczone | United Center                              |
| 18 lipca         | Toronto          | Kanada            | Air Canada Centre                          |
| 19 lipca         | Toronto          | Kanada            | Air Canada Centre                          |
| 21 lipca         | Toronto          | Kanada            | Air Canada Centre                          |
| 24 lipca         | Atlanta          | Stany Zjednoczone | Philips Arena                              |
| 25 lipca         | Atlanta          | Stany Zjednoczone | Philips Arena                              |
| 28 lipca         | Sunrise          | Stany Zjednoczone | BankAtlantic Center                        |
| 29 lipca         | Sunrise          | Stany Zjednoczone | BankAtlantic Center                        |
| 1 sierpnia       | Miami            | Stany Zjednoczone | American Airlines Arena                    |
| 2 sierpnia       | Miami            | Stany Zjednoczone | American Airlines Arena                    |
| Europa           |                  |                   |                                            |
| 14 sierpnia      | Manchester       | Wielka Brytania   | Manchester Evening News Arena              |
| 15 sierpnia      | Manchester       | Wielka Brytania   | Manchester Evening News Arena              |
| 18 sierpnia      | Londyn           | Wielka Brytania   | Earls Court Exhibition Centre              |
| 19 sierpnia      | Londyn           | Wielka Brytania   | Earls Court Exhibition Centre              |
| 22 sierpnia      | Londyn           | Wielka Brytania   | Wembley Arena                              |
| 23 sierpnia      | Londyn           | Wielka Brytania   | Wembley Arena                              |
| 25 sierpnia      | Londyn           | Wielka Brytania   | Wembley Arena                              |
| 26 sierpnia      | Londyn           | Wielka Brytania   | Wembley Arena                              |
| 29 sierpnia      | Slane            | Irlandia          | teren przy zamku w Slane (Koncert w Slane) |
| 1 września       | Paryż            | Francja           | Palais Omnisports de Paris-Bercy           |
| 2 września       | Paryż            | Francja           | Palais Omnisports de Paris-Bercy           |
| 4 września       | Paryż            | Francja           | Palais Omnisports de Paris-Bercy           |
| 5 września       | Paryż            | Francja           | Palais Omnisports de Paris-Bercy           |
| 8 września       | Arnhem           | Holandia          | GelreDome                                  |
| 9 września       | Arnhem           | Holandia          | GelreDome                                  |
| 13 września      | Lizbona          | Portugalia        | MEO Arena                                  |
| 14 września      | Lizbona          | Portugalia        | MEO Arena                                  |

## Sprzedaż biletów
| Obiekt                           | Miasto          | Sprzedaż biletów        | Przychód      |
| -------------------------------- | --------------- | ----------------------- | ------------- |
| The Forum                        | Los Angeles     | 43 158 / 43 158 (100%)  | 6 965 055 $   |
| MGM Grand Garden Arena           | Las Vegas       | 28 341 / 28 341 (100%)  | 7 005 548 $   |
| Arrowhead Pond                   | Anaheim         | 24 250 / 24 250 (100%)  | 4 164 450 $   |
| HP Pavilion                      | San Jose        | 40 205 / 40 205 (100%)  | 5 543 715 $   |
| MCI Center                       | Waszyngton      | 26 788 / 26 788 (100%)  | 3 486 684 $   |
| Madison Square Garden            | Nowy Jork       | 88 625 / 88 625 (100%)  | 12 674 925 $  |
| Worcester's Centrum Centre       | Worcester       | 46 075 / 46 075 (100%)  | 6 439 890 $   |
| Wachovia Center                  | Filadelfia      | 30 575 / 30 575 (100%)  | 4 134 478 $   |
| Continental Airlanes Arena       | East Rutherford | 29 315 / 29 315 (100%)  | 4 437 345 $   |
| United Center                    | Chicago         | 59 591 / 59 591 (100%)  | 7 894 105 $   |
| Air Canada Centre                | Toronto         | 52 160 / 52 160 (100%)  | 5 332 703 $   |
| Philips Arena                    | Atlanta         | 25 627 / 25 627 (100%)  | 3 450 874 $   |
| Office Depot Center              | Fort Lauderdale | 28 208 / 28 208 (100%)  | 3 834 522 $   |
| American Airlanes Arena          | Miami           | 30 580 / 30 580 (100%)  | 4 145 760 $   |
| Evening News Arena               | Manchester      | 27 320 / 27 320 (100%)  | 5 136 114 $   |
| Earls Court Exhibition Centre    | Londyn          | 34 087 / 34 087 (100%)  | 6 356 207 $   |
| Wembley Arena                    | Londyn          | 45 267 / 45 267 (100%)  | 9 809 717 $   |
| Slane Castle                     | Dublin          | 62 275 / 70 000 (90%)   | 6 575 339 $   |
| Palais Omnisports de Paris-Bercy | Paryż           | 68 000 / 68 000 (100%)  | 7 357 529 $   |
| Stadion Gelredome                | Arnhem          | 73 300 / 73 300 (100%)  | 6 759 661 $   |
| Pavilhão Atlântico               | Lizbona         | 33 460 / 33 460 (100%)  | 3 286 166 $   |
|                                  | RAZEM           | 896 787 / 904 512 (99%) | 124 790 787 $ |

## Koncerty odwołane
| Data         | Miasto      | Kraj              | Obiekt    |
| ------------ | ----------- | ----------------- | --------- |
| 25 maja 2004 | Los Angeles | Stany Zjednoczone | Kia Forum |

Pierwotnie 3 koncerty miały odbyć się również w Tel Avivie w Izraelu. Daty koncertów nie zostały dokładnie określone, ale było niemal pewne, że się odbędą. Zostały jednak odwołane z powodu gróźb śmierci pod adresem Madonny ze strony ekstremistów.

## Koncerty przełożone
|    | Data             | Miasto  | Kraj       | Obiekt             |
| -- | ---------------- | ------- | ---------- | ------------------ |
| z  | 12 września 2004 | Lizbona | Portugalia | Pavilhão Atlântico |
| na | 13 września 2004 | Lizbona | Portugalia | Pavilhão Atlântico |

## Koncerty planowane
Na początku, w ramach europejskiej części trasy ogłoszono koncerty tylko w Londynie i Paryżu. Później rozpoczęto negocjacje na temat koncertów w Hiszpanii, Włoszech i Niemczech. Nie doszły one jednak do skutku, ale zamiast nich zaplanowano koncerty w Holandii i Portugalii.
Przez pewien czas Madonna chciała przedłużyć trasę o koncerty w Helsinkach, Sztokholmie i Moskwie. Chociaż niektóre z negocjacji na temat koncertów zostały zakończone, Madonna postanowiła zakończyć trasę w Lizbonie.

## Oryginalny program
Z początku trasa "Re-Invention World Tour" miała się nazywać "Nobody Knows Me World Tour", a lista utworów wykonywana podczas koncertu miała być zupełnie inna:
1. "The Beast Within" (Video Introduction) (elementy "El Yom Ulliqa 'Ala Khashaba")
2. "Vogue"
3. "Swim"
4. "Nobody Knows Me"
5. "Express Yourself"
6. "American Life"
7. "Burning Up"
8. "Like a Prayer"
9. "Don’t Tell Me"
10. "Mother and Father"
11. "Live to Tell"
12. "X-Static Process" (Video Interlude) (Dance Interlude)
13. "Mother and Father" (Rock Version)
14. "Into the Groove"
15. "Music"
16. "Crazy for You"
17. "Love Profusion"
18. "I'm So Stupid"
19. "Hollywood"
20. "Dress You Up"
21. "Take a Bow"
22. "Bedtime Story" (Remix) (Video Interlude)
23. "Like a Virgin"
24. "Die Another Day"